# Vika
 (енгл. Wicca) je neopaganska religija koja se temelji na obožavanju prirode. Vikani prepoznaju božansko kao Boginju, kao ženski princip, ali to ne isključuje i obožavanje muških Bogova. Vika je religija prepoznavanja božanske prisutnosti u svim stvarima, a najviše u prirodi. Sledstveno tome, Vikani izvode svoje rituale u skladu sa godišnjim dobima i ciklusima Sunca i Meseca. Koreni veštičarenja leže u drevnom matrijarhalnom obožavanju Boginje. Vika je religija prirode u kojoj je osnovno božanstvo žensko (Majka Zemlja, Majka Priroda, Velika Majka i slično). Religija Veštica je puna radosti i slavi život i plodnost. Veštice su organizovane u Kovene i okupljaju se nekoliko puta godišnje na velikim festivalima – sabatima. 
Tokom “mračnog srednjeg veka”, veštice su bile proganjane i zabranjene od zvanične hrišćanske religije, kao i sva ostala stara, paganska, prehrišćanska verovanja. Žene su proglašavane za Veštice i spaljivane na lomači iz najbanalnijih razloga. Dovoljno je bilo da žena pokaže samostalnost ili neuobičajena interesovanja, često za nauku ili umetnost, pa da bude proglašena za Vešticu. Prema grubim procenama, u Evropi je tokom Srednjeg Veka spaljeno oko pet miliona žena. 

## Savremeno veštičarenje
Krajem dvadesetog veka nastupa pravi procvat neopaganizma. Zajedno sa starim bogovima i obožavanjem prirode, dešava se i ponovni procvat veštičarenja. Na Zapadu interesovanje za veštice skoro da poprima oblike modnog trenda. Savremeno veštičarenje želeći da očuva kontinuitet drevnih tradicija često se koristi mnogim panteonima iz različitih vremena i kultura. Na suprotno raširenoj predstavi Veštica koje piju krv, veliki broj današnjih Veštica su vegetarijanke i na taj način izražavaju svoju privrženost prirodi i životinjama. Vika, kao praksa, se u poslednje vreme povezuje sa feminističkom i kvir teorijom kao i sa novim društvenim pokretima.
Većina Veštica sledi dva etička pravila: 1) ne povredi nikoga i čini šta ti je volja, i 2) šta god poslao vratiće ti se trostruko. Ova dva pravila sprečavaju bacanje zlih, uništavajućih Čini. Veštice koriste Magiju unutar ritualnih krugova da izazovu potrebnu promenu u sebi samima ili svojim društvima, da opšte sa božanstvima, da leče pojedince i Zemlju, kao i da osete stanja ekstaze kroz činičarenje, muziku bubnjeva i ples. Veštičarenje smatra život svakog pojedinca kao sveti dar i naglašava isprepletanost svih stvari, kako vidljivih tako i nevidljivih. Sticanje znanja o Magijskoj upotrebi bilja je sastavni deo obuke svake Veštice.

## Veštičija inicijacija
Da bi neko pripadao kovenu potrebno je da prođe kroz ritual inicijacije (ritual uvođenja). Sve inicirane (uvedene) Veštice imaju naziv Sveštenica, lično odgovornih za svoje postupke, svoja verovanja i ponašanja. Tradicionalno, ritual inicijacije je trostepen. Inicijacija prvog stepena predstavlja život, drugog stepena smrt, a trećeg stepena ponovo rađanje. Kandidatkinja za prvu inicijaciju čeka godinu i jedan dan. Posle tog vremena joj se daju uputstva o korišćenju psihičke energije, o posvećivanju vode i soli kao i uputstva o tome kako se prizivaju sile elemenata. Veštice prvog stepena rade na usavršavanju zamišljanja i razvoju vidovitosti i uče alternativne metode lečenja, korišćenjem Magije, polaganjem ruku i upotrebom lekovitog bilja. Velika sveštenica zahteva da prođu tri godine obuke pre nego što se može preći na sledeći nivo prosvećenja. Kandidatkinja za drugostepenu inicijaciju mora dokazati da je ovladala veštinom lečenja izlečivši dve osobe. Takođe mora položiti test vidovitosti. Tokom treće inicijacije se daju uputstva o Velikom Ritualu koji predstavlja seksualno sjedinjenje Sveštenice i Sveštenika koji na sebe preuzimaju ulogu Boginje i Boga. Veliki Ritual može da podrazumeva stvarni seksualni odnos, a može da bude i čisto simboličan. 
Zbog složenosti inicijacije i duge obuke u okviru kovena, mnoge Veštice proglašavaju pravo na samoinicijaciju, tako da mnogi koveni poslednjih godina nastaju samoiniciranjem. 

## Glavne tradicije

### Gardnerovska tradicija
Nazvana je prema njenom osnivaču Džeraldu Gardneru koji je u Engleskoj 1930-tih i 1940-tih godina započeo širenje veštičarenja. Gardnerijanska vika ima tri nivoa inicijacije i ne priznaje samoinicijaciju. Osmišljena je kao religija plodnosti koja više pažnje poklanja Boginji nego Bogu. Koveni rade bez odeće i iziskuju postojanje “savršenih parova”, što znači isti broj muškaraca i žena. Knjiga Nadzor zvezdane boginje, visoke sveštenice Dorin Valijente potvrđuje svetost svih oblika zadovoljstva i ljubavi izrazom: Svi činovi ljubavi i zadovoljstva su moji rituali. Mnoge poznate Veštice potiču iz ove tradicije. 

### Dijanička vika
Dijaničku viku (ili feminističku duhovnost), osniva Suzana Emes Budapest. Suzana je rođena 1940. u Mađarskoj. Posle propasti mađarskog ustanka 1956. godine beži u Ameriku, gde posle propalog braka osniva koven veštica. Poštuje isključivo boginju i ograničava svoje kovene na žene. Žene uključene u ovu tradiciju traže svoje korene u drevnom matrijarhatu. Dijanički koveni često pokušavaju da kroz ples, pesmu i sanjarenje ožive drevni ženski princip u sebi. Suzana je objavila udžbenik za Veštičarenje Feministička Knjiga Svetla i Senki 1976. godine. Putem dijaničke veštine, ona zasniva duhovnu bazu za feministički aktivizam protiv patrijarhata, homofobije, rasizma i svih drugih oblika opresije. Takav rad nije bio najbolje primljen od strane većine gardnerijanskih sledbenika, kojima su dvojstvo polova i biološka plodnost bili ključni za ritualne radnje i verovanje. 

### Radikalni vilenjaci
Artur Evans je 1979. uputio poziv za duhovnu konferenciju radikalnih vilenjaka (engl. Faery, takođe znači gej). Ovo je bio početak kvir ogranka u veštičarenju u kojem su gej i biseksualni mladići otkrivali duhovne aspekte svojih seksualnih identiteta i potvrđivali mišljenje da su njihove razlike u stvari božanski dar. Kroz igru, otvorenost, rituale i plesove uz svete čajeve, radikalni vilenjaci su proširili spektar izraza u veštičarenju, potvrđujući mesto muškaraca u religiji mada su dovodili u pitanje formalnije aspekte tih muških pozicija.

### Tradicija obnovljenja
Iste godine kada su se Radikalni Vilenjaci prvi put sastali u Arizoni, Zvezdani Jastreb (Starhawk) je objavila knjigu Spiralni Ples, koja je postala jedna od najčitanijih knjiga o savremenom veštičarenju. Zvezdani Jastreb je okupila viđenije veštice i vešca u Kolektiv obnovljenja. Oni su organizovali sedmične intenzivne radionice, poznate kao Veštičji kampovi, pre svega u Kaliforniji, za tim širom Amerike, u Kanadi, Nemačkoj i Engleskoj. Tradicija obnovljenja je nehijerarhijska, bazirana na konsenzusu i posvećena nenasilnoj društvenoj promeni kroz zajedničko jačanje i magijski aktivizam, koji je sve jači u antinuklearnim i antiglobalizacijskim pokretima, kao i pokretu za prava GLBT zajednice. Stvaralaštvo i ekstatički rituali su njene oznake. Delimično je nadahnuta radom Radikalnih Vilenjaka.

## Veštičja magijska oruđa i pomagala
Magijska oruđa i pomagala Veštica su: zvono, pehar, pentakl (na koji se najčešće ucrtava pentagram), Magijski bodež (atame), štap, metla, kazan, užad, Knjiga Senki, bubanj i magijsko ogledalo.

## Literatura
- Gvidion, Vika drevna religija veštica

## Spoljašnje veze
- Gvidion, Vika drevna religija veštica na Okultopediji Архивирано на веб-сајту  (9. јун 2015)